# Kanas Lake
Kanas Lake är en sjö i Kina. Den ligger i den autonoma regionen Xinjiang, i den nordvästra delen av landet, omkring 560 kilometer norr om regionhuvudstaden Ürümqi. Kanas Lake ligger 1 363 meter över havet. Arean är 46 kvadratkilometer. Den sträcker sig 20,6 kilometer i nord-sydlig riktning, och 11,8 kilometer i öst-västlig riktning.
Genomsnittlig årsnederbörd är 441 millimeter. Den regnigaste månaden är juli, med i genomsnitt 61 mm nederbörd, och den torraste är april, med 21 mm nederbörd.